# Chloderich
Chloderich Patricida či Chlodorich (5. století? - 509? Kolín nad Rýnem) byl franský princ, syn franského krále Sigiberta Chromého.
Podle Řehoře z Tours Chloderich zavraždil svého vlastního otce na popud Chlodvíka I., aby se zmocnil otcova trůnu. K incidentu došlo po Sigibertově vítězství nad Vizigóty patrně v roce 507, kdy na něj do nedalekého lesa Chloderich poslal najaté vrahy. Chloderich se po vraždě ihned zmocnil trůnu a královského pokladu, z něhož Chlodvíkovi nabídl podíl, jako symbol jejich nového spojenectví. Chlodvík vyslal posly, aby převzali nabízený poklad. Chlodvíkovi muži požádali Chlodericha, aby své ruce ponořil co nejhlouběji do truhlice se zlatými mincemi a přitom Chlodericha zavraždili. Chlovík pak vystoupil před Sigibertovými podanými, aby jim sdělil, že vyslal posly, kteří potrestali vraha jejich krále, poté nabídl bývalým poddaným Sigiberta a Chlodericha svou ochranu, čímž se zmocnil jejich území.
Řehoř z Tours naznačil, že Chloderich byl zavražděn ve stejném boji o moc, jako franský král Chararich. Ještě před vraždami Sigiberta a Chlodericha nechal Chlodvík zabít krále Ragnachara a jeho bratry. Po všech těchto vraždách Řehoř z Tours napsal, že Chlodvík bědoval, protože už nemá žádnou rodinu. Což naznačuje, že mezi Chlodvíkovýmí oběťmi byli i jeho blízcí příbuzní.